# استیون باکسر
استیون باکسر (انگلیسی: Stephen Boxer؛ زادهٔ ۱۹ مهٔ ۱۹۵۰) بازیگر اهل بریتانیا است. وی از سال ۱۹۶۳ میلادی تاکنون مشغول فعالیت بوده‌است.
از فیلم‌ها یا برنامه‌های تلویزیونی که وی در آن نقش داشته‌است، می‌توان به تلفات، پوآرو، لوتر، آدمکشان میدسامر، پدر براون، زن محترم، هیومنز، تاج، ۷ ثانیه، روح نوجوان و قرمز، سفید و آبی اشاره کرد.